# Šeng Ce-tchien
Šeng Ce-tchien (čínsky pchin-jinem Shèng Zétián, znaky zjednodušené 盛泽田, tradiční 盛澤田 * 6. listopadu 1972) je bývalý čínský zápasník specializující se na zápas řecko-římský. Na olympijských hrách třikrát reprezentoval ČLR a pokaždé vybojoval bronzovou medaili. V roce 1998 získal stříbro na mistrovství světa, v roce 1993 a 1999 vybojoval šesté a v roce 1995 obsadil 28. místo. V roce 1992 vybojoval zlato, v letech 1991, 1993 a 1996 bronz, v roce 1995 čtvrté a v roce 1999 páté místo na mistrovství Asie. V roce 1994 vybojoval stříbro a v roce 1999 bronz na Asijských hrách.